# Даллас (округ, Міссурі)
Шаблон:StateAbbr_ 37°40′ пн. ш. 93°01′ зх. д. / 37.67° пн. ш. 93.02° зх. д.
Округ  Даллас (англ. Dallas County) — округ (графство) у штаті Міссурі, США. Ідентифікатор округу 29059.

## Історія
Округ утворений 1841 року.

## Демографія
За даними перепису 
2000 року 
загальне населення округу становило 15661 осіб, зокрема міського населення було 2681, а сільського — 12980.
Серед мешканців округу чоловіків було 7763, а жінок — 7898. В окрузі було 6030 домогосподарств, 4381 родин, які мешкали в 6914 будинках.
Середній розмір родини становив 3,04.
Віковий розподіл населення поданий у таблиці:
| Стать    | До 15 років | 15-21 | 22-29 | 30-39 | 40-49 | 50-65 | 65-85 | Понад 85 |
| -------- | ----------- | ----- | ----- | ----- | ----- | ----- | ----- | -------- |
| Чоловіки | 1809        | 764   | 623   | 1025  | 1153  | 1325  | 965   | 99       |
| Жінки    | 1730        | 704   | 628   | 1019  | 1180  | 1325  | 1124  | 188      |

## Суміжні округи
- Кемден — північ
- Лаклід — схід
- Вебстер — південь
- Ґрін — південний захід
- Полк — захід
- Гікорі — північний захід

## Виноски
1. ↑  U.S. Decennial Census. United States Census Bureau. Архів оригіналу за 26 квітня 2015. Процитовано 15 листопада 2014.
2. ↑  Historical Census Browser. University of Virginia Library. Архів оригіналу за 11 серпня 2012. Процитовано 15 листопада 2014.
3. ↑  Population of Counties by Decennial Census: 1900 to 1990. United States Census Bureau. Архів оригіналу за 3 грудня 2014. Процитовано 15 листопада 2014.
4. ↑  Census 2000 PHC-T-4. Ranking Tables for Counties: 1990 and 2000 (PDF). United States Census Bureau. Архів оригіналу (PDF) за 18 грудня 2014. Процитовано 15 листопада 2014.
5. ↑  State & County QuickFacts. United States Census Bureau. Архів оригіналу за 7 червня 2011. Процитовано 8 вересня 2013.(англ.) Наведено за англійською вікіпедією.
6. ↑  QuickFacts. DallasCounty, Missouri. United States Census Bureau. Архів оригіналу за 21 липня 2019. Процитовано 21 липня 2019.
7. ↑  American FactFinder. Бюро перепису населення США. Архів оригіналу за 21 травня 2008. Процитовано 31 січня 2008.

| США | Це незавершена стаття з географії США. Ви можете допомогти проєкту, виправивши або дописавши її. |